# 第192回国会の所信表明演説におけるスタンディングオベーション問題
第192回国会の所信表明演説におけるスタンディングオベーション問題（だい192かいこっかいのしょしんひょうめいえんぜつにおけるスタンディングオベーションもんだい）とは、第192回国会において、2016年（平成28年）9月26日に安倍晋三内閣総理大臣が所信表明演説を行った際、自由民主党の議員が起立し拍手（スタンディングオベーション）をした問題である。

## 概要

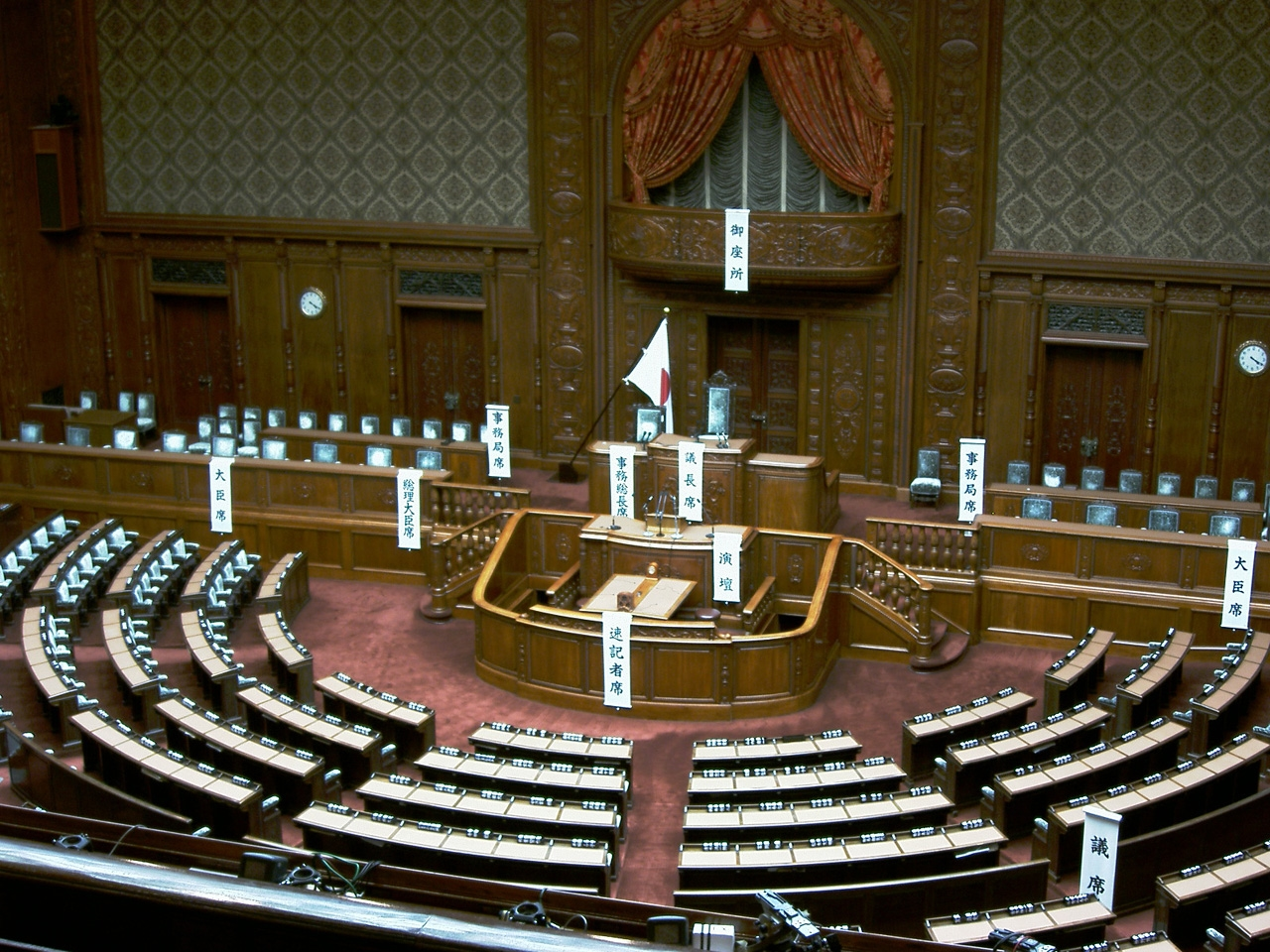
国会議事堂の衆議院議場。

安倍内閣は、2015年に集団的自衛権行使を容認する安保法制を成立させ、南スーダンPKOに携わる自衛隊に駆け付け警護権を付与し、集団的安保の実績を作ろうとした。だが、南スーダンは、事実上の内戦状態が続き、PKO参加5原則の一つである「当事者間の停戦合意」を満たしていない状態であったため、共同活動を実施できないでいた。また国民の抗議活動が、安保法成立後も続くなど、世論の動揺は収まっていなかった。こうした事情から、安倍内閣は自衛隊派遣運用を先送りし、「今後も誠実に粘り強く説明を行っていく」と約束し、参院選における論点争点化を避けた。この結果、参院選で与党は勝利した。第192回国会は、参院選後、巨大与党のもとで開かれる最初の本格的な新安保法運用に関する国会論戦の場であり、首相の所信表明演説はその始まりであった。そのような場面で起きた本会議スタンディング・オベーション問題は、その象徴する出来事となった。以下、問題発生の経緯と反響を記す。
2016年9月26日、首相は衆議院本会議で所信表明演説を行った。「我が国の領土、領海、領空は、断固として守り抜く。強い決意を持って守り抜くことを、お誓い申し上げます」、「現場では夜を徹し、今この瞬間も海上保安庁、警察、自衛隊の諸君が任務に当たっている」とし、「今この場所から、心からの敬意を表そうではありませんか」と述べ、殉職可能性がある公務員の活動に敬意を表した。その直後、2016年9月26日午後2時40分、首相は自ら檀上で拍手し、議場の議員に敬意の表明を促した。自民党議員は、拍手で首相の訴えに応じ、衆議院本会議場は歓呼に包まれ、演説は中断した。このとき、主に議場前側に座ってた若手議員らが一斉に起立した。そのため議長は着席を求めた。しかし拍手は止まらず、着席していた自民党議員全員が次々と起立し、スタンディング・オベーションとなり、議長は再度着席を求めた。
なお民進党の細野豪志は、2016年9月30日の衆議院予算委員会で、「自民党議員の中にも相当躊躇しながら周りを見て立った議員がたくさんいた。大島議長が『ご着席ください』と自制を促した。公明党が立たなかった」と述べ、与党の中で、スタンディング・オベーションへの態度が異なる事実を指摘した。細野は「じゃあ大島議長や野党のわれわれや公明党の皆さんが、自衛官や海上保安官に対して敬意を持っていないかというとそんなわけないです」と首相を質している。
9月26日に発生した所信表明演説時のスタンディング・オベーションは、首相の側近幹部が、若手議員に事前に指令を出し、リードをさせて起こした計画的な演出であった。2016年9月27日の朝日新聞等の報道によれば、9月26日午前、首相施政方針演説がはじまる前に、官房副長官の萩生田光一が、竹下亘ら自民党幹部に「（海上保安庁などのくだりで）演説をもり立ててほしい」と依頼した。午後、首相の演説が始まると、自民党国対メンバーが、本会議場の前の方に座る若手議員に、萩生田の依頼を一斉に伝えた。このくだりで「拍手してほしい」と伝えられた若手もいれば「立って拍手してほしい」と聞いた若手もいた。指示が伝わったのは、前方に座る自民党議員らであった。
自民党議員によるスタンディング・オベーションを見た議長は、「ご着席下さい」と注意を喚起した。演説が中断したのは約10秒間であったが、法的秩序回復措置として静粛を求める衆議院規則第208条に基づく号鈴は鳴らさなかった。
なお、所信表明演説時の起立は、2009年10月26日の衆院本会議における鳩山由紀夫首相の所信表明演説、2016年2月5日の本会議におけるISILによる日本人拘束事件を非難する決議を全会一致採択時など、前例があったが、いずれも演説終了後の自然な起立拍手で、議事中断を招くものではなかった。所信表明演説途中に、スタンディング・オベーションにより演説が中断したのは、2016年9月26日の自民党議員による本会議スタンディング・オベーションが最初である。
9月26日の本会議散会後、本会議スタンディング・オベーション問題は、様々な議論を呼んだ。2016年9月26日、民進党幹部は「品がない。国会のルールを無視した最悪のパフォーマンス」と批判した。馬場伸幸は、「ちょっと異常な光景。落ち着いて真摯に議論をしあうという状況ではなく、自画自賛をするためにやっていると言論の府でなくなってしまう」と懸念した。小沢一郎は、「異様な光景だ。今までも日本の議会では見られないと思うし、北朝鮮か中国共産党大会みたいなアレで、ちょっとますます不安に感じた」と述べた。小泉進次郎は、自民党本部で「あれは私も含めて、ちょっとおかしいと思いますよ。よくアメリカとかの議会で見るのは分かるけど、自然じゃないですよね。僕もびっくりして、つい立っちゃったよ」と述べた。高村正彦は、2016年9月26日夕の自民党役員会で、「所信の演説の最中のスタンディングオベーションは、自分の経験上も初めてのことだった」と興奮気味に語った。二階俊博は役員会後の記者会見で「総理に対する信頼がああいう形になって現れた」と述べた。
2016年9月27日、衆議院議院運営委員会理事会で、民進党、共産党、日本維新の会の三党は、首相に促され自民党の議員たちが一斉に立ち上がって拍手を送った行為に対し、「本会議の秩序を乱す極めて異常な事態だ」と抗議した。野党側は、起立・拍手に「事前に申し合わせて組織的に行った行動ではないか」と指摘し、経緯を明らかにするよう求めた。自民党側は「適切ではなかった」と述べ、議運委員長の佐藤勉は「自然発生的に起こったとはいえ、決して良いことではない。」とスタンディングオベーションの計画性を否定したうえで、議事中断に至る行為の不適切性を認め、萩生田光一官房副長官に口頭注意した。理事会後、泉健太は、「演説中の起立は不適切」とコメントした。同日、官房副長官の野上浩太郎は会見で「佐藤委員長から注意があった。それを踏まえて対応したい」と述べた。
2016年9月27日、民進党国対委員長の山井和則は、党代議士会で「安倍総理大臣や自民党のおごりが表れたのが、きのうの、やらせのスタンディングオベーションだ。」と批判した。同日、志位和夫は、Twitterで「こんな光景は初めてだ。国会の上に自衛隊を置く。首相の号令で全員起立。これは危うい」と批判した。同日、小沢一郎は、「まさにナチス・ドイツの手法そのものである。自画自賛、自己陶酔型の演説。」とTwitterで批判した。
2016年9月27日夜、安倍首相は、評論家の金美齢、城内実ら議員と東京・六本木の京料理店「花郷」で会食し、起立・拍手の話題に触れ、「自衛隊員らへの敬意の拍手だったから野党議員も座って拍手すれば良かった」との趣旨の話をした。 2016年9月28日、衆議院議院運営委員会理事会で、民進党は、「立ち上がって拍手したのは事前に指示があったのではないか」と改めて経緯の確認を求めるとともに、「安倍総理が『野党も座って拍手すればよかった』という趣旨の発言をしたという話もあるが、事実だとすれば、全く反省していない」と批判した。自民党は、「指示は無かった」と計画性を否定したうえで、首相が反省していない事実を認め、野党側の指摘を安倍総理大臣に伝える考えを示した。スタンディングオベーションの根回しがあった事実は、すでに朝日新聞などが報道していたが、ＮＨＫは、オベーションの根回しに関する事実を否定する自民党に寄り添う形で、「首相の演説で起立拍手 自民「指示はなかった」」というタイトルの報道を放送した。
2016年9月28日、朝日新聞は、コラム天声人語で、「多くの職業のなか、なぜこの人たち（海上保安庁、警察、自衛隊）だけをたたえるのか釈然としない。」と述べ、村上誠一郎の『自民党ひとり良識派』から「自民党の政治家が自らの頭で物事を考え分析することができなくなっていく」という文を引用し、自民党議員が同調圧力に脆弱であるために起きたことを示唆した。
2016年9月29日、河北新報は、コラム「河北春秋」の中で、米プロアメリカンフットボールリーグでスター選手が「虐げられている人々のために立ち上がらなければという思い」で国歌演奏時の起立を拒否した逸話を紹介し、スタンディングオベーションを本会議でした自民党議員に対し、「事前に打ち合わせがあったとも伝えられるがそこまではやらんぞという声を一人も挙げられなかったのだろうか」と論評した。同日、信濃毎日新聞は、本会議におけるスタンディングオベーションについて「演説に起立　「言論の府」損なう懸念」と題する社説を掲載し、「首相が促したのも議員が応じたのも不適切」「首相の呼び掛けに唯々諾々従った自民議員も情けない「首相１強とも言われる自民党政治の劣化を見る思いがする」と論評した。
2016年9月30日北日本新聞は「総立ち拍手／議員の自覚が問われる」と題する社説を掲載した。
2016年9月30日、衆議院予算委員会で、細野豪志は、「自衛官や海上保安官に拍手をしているというより、首相に拍手をしているように見える。首相ご自身も本会議場の壇上で拍手をしている姿を見ると、この国の国会ではないんじゃないかという錯覚すら覚えた」と批判。首相は「私はスタンディングオベーションを促していない」と否定し、「私が許せないのは、どこかの国と同じだと。どの国なんですか？」「わが党への侮辱に明け暮れているとしか思えない」と声を荒らげて反論。「米議会ではよくある」「どうして問題になるのか理解できない」と述べた。細野は、「議運営委員会で議論したようですが、首相のところにはきちっと議運の懸念が伝わっていない印象」「首相の意識の中のどこかに、立法府で自分がトップの立場にあるという意識があるのではないか」と質した。答弁に窮した首相は、「どの国なんですか。いや、これはあまりにも侮辱ではないかと思います。それはまさに、どこかの国と同じではないかというのは、どこなんでしょうかね」「それはね、ただ単に侮辱に明け暮れているとしか私は思えないわけではあります」と述べた。産経新聞は、このときの首相の答弁を詳細に伝える記事の見出しで、「安倍晋三首相は「侮辱に明け暮れ」とブチギレ」と書いた。
2016年9月30日、高村正彦は、自民党役員連絡会で、「スタンディングオベーションが叱られる議会のあり方は、グローバルスタンダードにあっているのか」と述べた。しかし、スタンディングオベーションの先頭に立っていた若手議員に首相の側近幹部が事前に指令を出しリードさせていた事実は既に報道されており、議院運営委員会委員長が不適切さを認め官房副長官に口頭注意され「それを踏まえて対応したい」と話していた。大山礼子（政治制度論）は、「米国では大統領は議会の外から招かれる立場だ。賛意を示すスタンディングオベーションは礼儀とも言えるが、日本にはなじまないのではないか」「オバマ大統領が議会演説する際、特定の箇所で拍手するよう要請したら大問題になる」と指摘。ピーターランダース(WSJ東京支局長)も、「米議会では、演説する人に賛同を示すために皆が立って拍手するのに対し、安倍首相の場合は、その場にいない自衛隊員や海上保安庁の職員に敬意を表すために拍手を呼びかけた」と述べ、米議会のスタンディングオベーションは安倍首相の所信表明演説のケースと性質が違う点を強調した。
2016年9月30日、「私はスタンディングオベーションを促していない」という首相の弁解について、孫崎享がtwitterに「萩生田官房副長官は国対委員長に盛りあげるように依頼に行きました。国対委員が議席前に座る若手に起立と拍手要請。似てるよこの図式。ヤクザの親分が「わっしゃー何も存じません。やったとすれば内の若いもんが勝手に動いたんでござんす。わっしにゃ咎ござんせん」と投稿した。
2016年10月2日、秋田魁新報は社説で「政権運営に異論を挟みにくいという「空気」が、濃くなっている。そうした党内ムードの一端を示したのが、9月26日の衆院本会議での一幕だ」「党内に自由闊達に議論できる空気がなければ、政策の多様性は担保できない。批判を謙虚に受け止めなければ独善的な党運営に陥りかねない」と書いた。